# Massalikoul-Djinane-Moschee

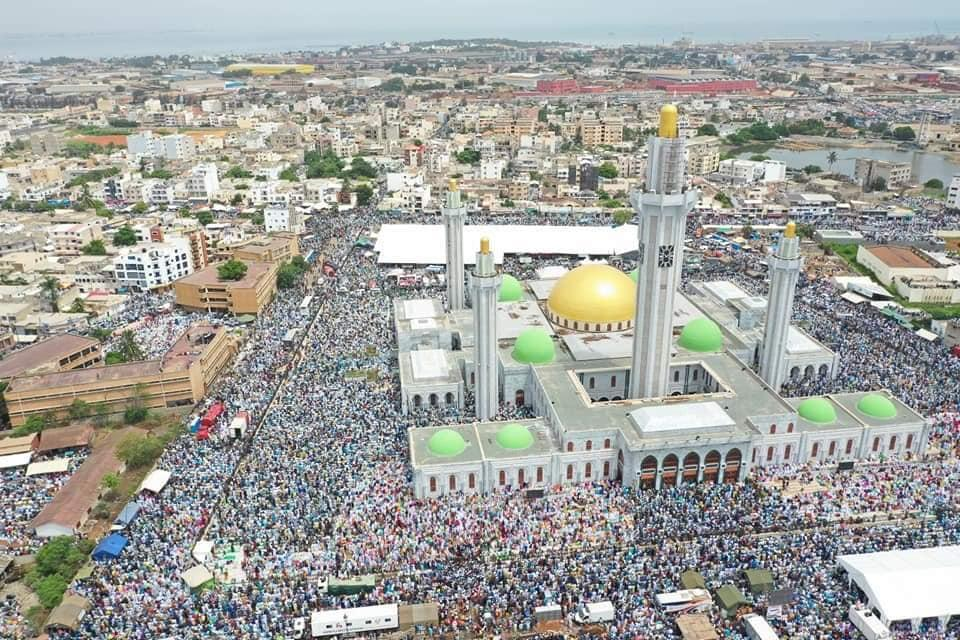
Blick auf die Moschee bei der Einweihung 2019

Die Massalikoul-Djinane-Moschee (französisch Mosquée Massalikoul Djinane) ist eine Moschee in Dakar, Senegal. Der Name der Moschee bedeutet auf Arabisch „Weg zum Paradies“. Das 2019 eingeweihte Gotteshaus ist die größte Moschee in ganz Westafrika. Gestiftet wurde das Bauwerk von dem Sufi-Orden der Murīdīya.

## Geschichte
Der Bau der Moschee begann 2009 im Südosten des Stadtbezirks Grand Dakar auf Land, das der senegalesische Präsident Abdoulaye Wade gestiftet hatte, der den Murīdīya von Touba nahesteht und der auch bei dem ersten Spatenstich anwesend war. Finanziert wurde das Projekt von der Gemeinde Murīdīya mit 22 Milliarden CFA-Franc BCEAO (30 Millionen Euro). Präsident Macky Sall und Abdoulaye Wade nahmen gemeinsam am großen Gebet und der offiziellen Eröffnung der Moschee im September 2019 in Anwesenheit des Generalkalifen der Murīdīya, Serigne Mountakha Mbacké, teil.

## Bau
Die Moschee erstreckt sich über eine Fläche von 10.000 m² und ist damit die größte Moschee in Westafrika. Sie besteht aus fünf Minaretten mit einer Höhe von 80 Metern, 4 hölzernen Kuppeln. Die Moschee wird von den 2.000 Lichtern eines riesigen Kronleuchters erleuchtet. Als Ergebnis von zehn Jahren Arbeit, an der 800 Arbeiter beteiligt waren, bietet die Moschee Platz für 30.000 Gläubige (10.000 im Inneren und 20.000 auf der Esplanade). Der repräsentative Bau wurde von Jeune Afrique als „Machtsymbol der Murīdīya“ bezeichnet.